# 孫希旦
孫希旦（1736年—1784年），字绍周，号敬轩。浙江瑞安碧山桐田人。

## 生平
幼有奇慧，讀書過目成誦，少年时读书於“探花楼”，十二歲补县学生员，专治《小戴禮記》。乾隆二十七年（1762年）中举人，乾隆三十六年（1771年）补授内阁中书，當时“四库全书馆”开，担任分校官，校勘《玉海》二百卷，两更寒暑，厘然就绪。书成，丁父忧回乡。
乾隆四十三年（1778年）中戊戌科一甲第三名進士（探花），授翰林院编修。同年秋，以丁母忧歸里，居家整理《禮記集解》五十卷。並主讲於温州中山书院，有學生黄大观、石建章等。
乾隆四十六年（1781年）春，补考散館一等，任武英殿分校官兼国史三通馆纂修官，起草《续通典凡例》，厘正《契丹国志》、《金国志》。乾隆四十九年（1783年）十一月九日，食少事繁，積勞成疾，得痢疾去世。有《敬轩诗存》传世。